# William Keppel (4. hrabia Albemarle)
William Charles Keppel (ur. 14 maja 1772, zm. 30 października 1849 w Quidenham w hrabstwie Norfolk) – brytyjski arystokrata i polityk, jedyny syn George’a Keppela, 3. hrabiego Albemarle, i Anne Miller, córki sir Johna Millera, 4. baroneta.
Stracił ojca, mając 5 miesięcy. Odziedziczył wówczas tytuł hrabiego Albemarle i po osiągnięciu pełnoletniości zasiadł w Izbie Lordów. Studiował w St John’s College na Uniwersytecie w Cambridge . W latach 1806–1807 był opiekunem stajni królewskich. Dwukrotnie, w latach 1830–1834 i 1835–1841, sprawował urząd koniuszego królewskiego. Od 1830 był członkiem Tajnej Rady. W 1833 został odznaczony Krzyżem Wielkim hanowerskiego Orderu Gwelfów.
Książę Sussex, napisał do swojego przyjaciela o tym wydarzeniu: Uśmiejesz się, kiedy ci powiem, że król (Wilhelm IV) zaskoczył Albemarle'a, mianując go kawalerem Orderu Gwelfów. W Izbie nie przyjęto tego ze specjalnym entuzjazmem, ale cóż można było zrobić? Gibbs pisał o tym: Albemarle nie miał żadnych więzów ze Szkocją. W zamyśle króla odznaczenie go Orderem Hanowerskim miału mu pomóc zbudować swoje stronnictwo.
9 kwietnia 1792 w kościele św. Jerzego na Hanover Square w Londynie poślubił Elizabeth Southwell (11 stycznia 1776 – 14 listopada 1817), córkę Edwarda Southwella, 20. barona de Clifford, i Sophii Campbell, córki Samuela Campbella. William i Elizabeth mieli razem pięciu synów i cztery córki:
- William Keppel (1 marca 1793 – 9 kwietnia 1804), wicehrabia Bury
- Augustus Frederick Keppel (2 czerwca 1794 – 15 marca 1851), 5. hrabia Albemarle
- Sophia Keppel (ok. 1798 – 29 września 1824), żona sir Jamesa Macdonalda, 2. baroneta; miała dzieci
- George Thomas Keppel (13 czerwca 1799 – 21 lutego 1891), 6. hrabia Albemarle
- Anne Amelia Keppel (1803 – 22 lipca 1844), żona Thomasa Coke'a, 1. hrabiego Leicester; miała dzieci
- Henry Keppel (14 czerwca 1809 – 17 stycznia 1904)
- Thomas Robert Keppel (17 stycznia 1811 – 20 kwietnia 1863), ożenił się z Frances Barrett-Lennard; miał dzieci
- Caroline Elizabeth Keppel (1814 – 26 maja 1898), żona Thomasa Garniera; miała dzieci
- Mary Keppel (1817 – 1898), żona Henry’ego Stephensona; miała dzieci.

11 lutego 1822 w Londynie poślubił Charlotte Susannah Hunloke (20 września 1774 – 13 października 1862), córkę sir Henry’ego Hunloke'a, 4. baroneta, i Margaret Coke, córki Wenmana Coke'a. Małżeństwo to nie doczekało się potomstwa.
Lord Albemarle zmarł w wieku 77 lat. Tytuł hrabiowski odziedziczył jego najstarszy żyjący syn.